# Гуле, Натали
Натали Гуле (фр. Nathalie Goulet) — французский политик, сенатор от департамента Орн.

## Биография
Родилась 24 мая 1958 года в пригороде Парижа Булонь-Бийанкур. Юрист. Занималась адвокатской практикой в Париже. В 1999 году стала работать помощником сенатора от департамента Орн Даниэля Гуле. В сентябре 2001 года стала его официальным заместителем в Сенате. В 2004 году вышла за него замуж. В 2000 году по решению Коллегии адвокатов  Парижа лишена лицензии адвоката за нарушение этических норм профессии адвоката. Это решение подтверждено в апелляционном и кассационном судах. 
19 февраля 2007 года во время поездки на Ближний Восток в составе парламентской делегации у Даниэля Гуле случился инсульт, и 25 февраля он умер. На следующий день Натали Гуле заняла кресло своего мужа в Сенате как его заместитель. На выборах сенаторов в 2011 году она получила больше всех голосов и сохранила пост сенатора.
В Сенате занимает должность вице-председателя комиссии по международным делам и обороне, является председателем межпарламентской группы сотрудничества Франции и стран Персидского залива, вице-председателем групп "Франция-Монголия" и "Франция-Центральная Азия", а также членом группы "Франция-Австралия".
В 2012 году во время президентской кампании Натали Гуле поддерживала Франсуа Байру, во втором туре — Франсуа Олланда.В июле 2014 года выдвинула свою кандидатуру на пост президента Сената, но затем сняла ее в пользу лидера парламентской группы центристов в Сенате Франсуа Зокшетто. В октябре 2014 года возглавляла комиссию по борьбе с сетью радикальных исламистов во Франции. Выступает за продолжение ядерных переговоров с Ираном, а также в поддержку палестинских беженцев, за признание геноцида армян, одновременно развивая отношения с Турцией и арабскими странами, а также критикует репрессии против оппозиции в Иране.
В конце мая 2021 года в составе группы сенаторов Франции совершила визит в Киев, по итогам которого раскритиковала руководство Украины из-за ситуации с распространением неонацистской идеологии.
По инициативе Натали Гуле в МИД Франции было направлено обращение с требованием, чтобы осуждение неонацистских группировок на Украине стало официальной позицией Парижа.

## Награды
- Международная премия «Золотой чинар» (2014, Азербайджан).